# Bayview Stadium
Das Bayview Stadium (früher als New Bayview Stadium bekannt) ist ein Fußballstadion in der schottischen Stadt Methil. Seit 1998 ist es Eigentum und Heimspielstätte des Fußballvereins FC East Fife. Es bietet Platz für 1980 Zuschauer auf Sitzplätzen auf der Tribüne an der Südseite. Gespielt wird auf einem Kunstrasenbelag.

## Geschichte
Der im Jahr 1903 gegründete FC East Fife spielte bis zum Jahr 1998 im Bayview Park. Am Ende der Saison 1997/98 verließen die „Fifers“ nach 95 Jahren den Bayview Park. Ab August 1998 war der neue Standort der Heimspielstätte das Bayview Stadium. Das auf einem verlassenen Gelände in der Nähe der Methil Docks errichtet wurde, und südlich der Mündung des Leven in den Firth of Forth liegt. Es gibt offene Flächen für zukünftige Erweiterungen der Spielstätte. Auf der Gegengerade befand sich bis zum Abriss im Jahr 2011 das „Kraftwerk Methil“. Im Mai 2017 wurde ein neuer 3G-Kunstrasenplatz installiert.
Das Platzangebot wurde vorübergehend für ein Spiel der League One gegen die Glasgow Rangers im Oktober 2013 mit Zusatztribünen auf 4700 erweitert. Dies ist Besucherrekord. Die „Rangers“ waren als Aufsteiger und Tabellenführer angereist. In den alten Bayview Park kamen zum Lokalkderby am 2. Januar 1950 im Spiel der Division One des FC East Fife gegen die aufgestiegenen Raith Rovers insgesamt 22.515 Zuschauer ins Stadion.